# Georges Hübner
Georges Hübner (12 maart 1971) is een bekende Belgische dammer. 
Hübner was in de jaren 80 van de 20e eeuw de grote Belgische belofte, maar moest toch tot 1997 wachten om zijn eerste Belgische titel bij de senioren te behalen. 
Sinds 2000 beletten zijn activiteiten als professor wiskunde hem nog verder deel te nemen aan het Belgisch kampioenschap.

## Erelijst
- Kampioen van België 1997 en 1999.
- Kampioen van België Blitz 1990 en 1997
- Kampioen van België Rapid 2000 en 2002